# Ожье, Себастьен
Себастье́н Эже́н Эми́ль Ожье́ (фр. Sébastien Eugène Emile Ogier; род. 17 декабря 1983 года, Гап, Франция) — французский раллийный автогонщик, пилот команды Toyota GAZOO Racing WRT, восьмикратный чемпион мира по ралли (2013, 2014, 2015, 2016, 2017, 2018, 2020, 2021). Чемпион юниорского чемпионата мира по ралли 2008 года. С 2006 по 2021 года штурманом Ожье неизменно являлся Жюльен Инграссия, завершивший карьеру после окончания сезона 2021 года.
По количеству титулов чемпиона мира уступает только Себастьену Лёбу (9). По количеству побед на этапах (61) также уступает только Лёбу (80). Второй пилот после Юхи Канккунена, которому удалось стать чемпионом на автомобилях трёх производителей (Volkswagen, Ford и Toyota). Второй пилот после Вальтера Рёрля, который побеждал на престижном Ралли Монте-Карло на автомобилях четырёх марок (Volkswagen, Ford, Citroën и Toyota).

## Карьера

### Начало карьеры
Карьера этого французского гонщика, по меркам ралли, началась достаточно поздно. Впервые Себастьен Ожье принял участие в профессиональных соревнованиях молодых талантов Французской автоспортивной федерации (FFSA) «Rallye Jeunes» в возрасте 22 и занял там первое место. Одним из ранних удачных выступлений Себастьена стала гонка на французском кубке Peugeot 206 в 2007 году.
В 2008 году Ожье перешёл в Чемпионат мира по ралли среди юниоров. Себастьен выиграл титул в классе JWRC, одержав победу на Citroën C2 категории Super 1600, за команду Equipe de France FFSA.

### Сезон 2009

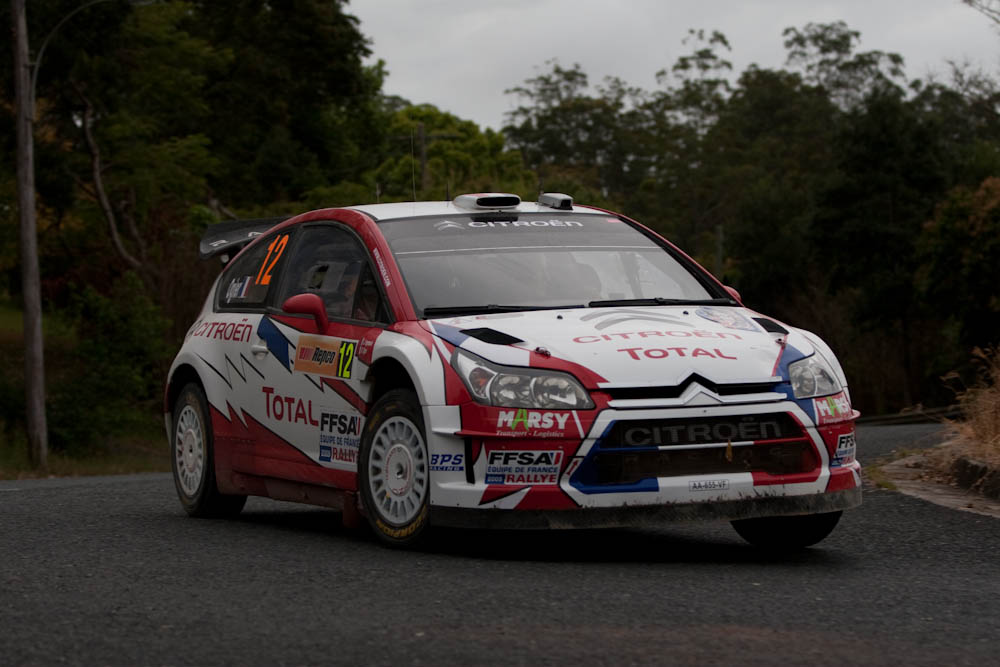
Citroën Себастьена Ожье на Ралли Австралии 2009 года

В январе 2009 года Ожье выступил в качестве приглашённого участника на домашнем ралли Монте-Карло серии IRC и одержал победу.
На сезон-2009 Себастьен подписал контракт на участие в Чемпионате мира по ралли с Citroën Junior Team — дочерней командой Citroën. Начал выступления в WRC Ожье с шестого места в Ирландии и седьмого в Аргентине. Лучший результат сезона французский пилот показал во время ралли Акрополис, заняв второе место, уступив лишь Микко Хирвонену. Этот результат стал первым в истории WRC, когда на подиуме находился незаводской Citroën.

### Сезон 2010
В сезоне — 2010 Себастьен продолжил выступления в Citroën Junior Team, где среди его коллег по команде был Кими Райкконен, чемпион мира 2007 года в классе Формула-1.
Свой второй подиум Ожье заработал в Мексике, заняв третье место позади пилотов «двойных шевронов» Себастьена Лёба и Петтера Сольберга, дополнив тем самым подиум из гонщиков Citroën. Свою первую победу в гонках WRC ему удалось одержать на ралли Португалии, тем самым выйдя на второе место в личном зачёте Чемпионата мира. В связи с успешными результатами, Citroën пригласил Ожье выступать в их составе на оставшихся гравийных ралли в сезоне 2010 года. На ралли Японии, где он выступал первый раз в своей карьере, Себастьен зарабатывает ещё одну победу, опередив в борьбе за лидерство Петтера Сольберга. Из-за нехватки опыта, на ралли Великобритании французский пилот допустил ошибку, в результате которой он опустился со второго на четвёртое место в личном зачёте. По окончании сезона Ожье подписал с Citroen трёхлетний контракт, став партнёром Себастьена Лёба.

### Сезон 2011

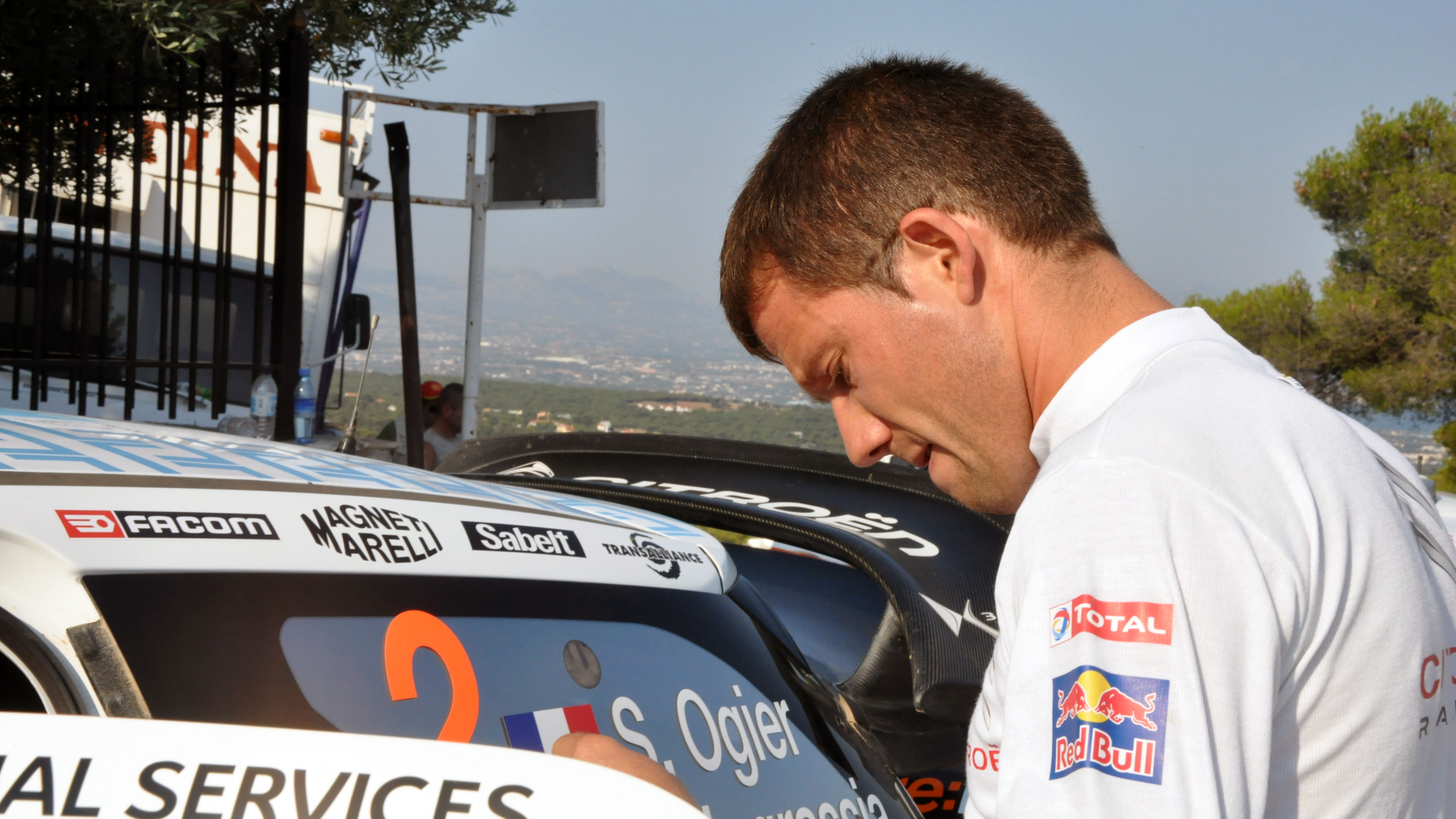
Ожье во время Ралли Акрополис 2011 года

Сезон 2011 года Ожье начал с того, что финишировал четвёртым в Швеции и стал первым в истории пилотом, заработавшим три бонусных очка на Power Stage. После схода в Мексике, Себастьен выиграл следующие два ралли в Португалии и Иордании, занял третье место в Аргентине и второе — в Финляндии, а также победил на Ралли Акрополя. Затем Ожье одержал победу в Германии, что стало первым успехом Себастьена на асфальтовых этапах. По итогам сезона француз занял третье место в общем зачёте WRC и одержал точно такое же количество побед, как и ставший восьмикратным чемпионом мира Себастьен Лёб. В конце года Ожье также стал победителем «Гонки чемпионов»-2011.

### Переход в Volkswagen
Успехи Ожье привели к возникновению внутрикомандного раскола. После окончания сезона 2011 года, в котором отношения между двумя пилотами «двойных шевронов» значительно ухудшились, Citroën подписал двухлетнее соглашение с Микко Хирвоненом, а контракт с Ожье, чьи чемпионские амбиции шли вразрез с политикой руководства команды, был досрочно расторгнут. Оставшийся без команды Себастьен недолго просидел без работы и присоединился к Volkswagen, что означало выступление в сезоне 2012 года в классе S2000 на Škoda Fabia и работу над развитием нового Polo R WRC для дебюта Volkswagen в Чемпионате мира по ралли в 2013 году. Первое публичное выступление Себастьена Ожье в качестве пилота Volkswagen состоялось в декабре 2011 года на Гонке чемпионов в немецком Дюссельдорфе. Он одержал победу в финальной дуэли против Тома Кристенсена, выиграв оба заезда и став четвёртым французом, который завоевывал титул Чемпиона Чемпионов.

### Сезон 2012
Несмотря на то, что в 2012 году Ожье выступал на менее мощной, по сравнению с автомобилями WRC, Škoda Fabia, он регулярно финишировал в десятке лучших и одержал десять побед в своём классе. На Ралли Сардинии француз стал первым в истории пилотом, который выиграл спецучасток этапа WRC, выступая на машине категории S2000.

### Сезон 2013

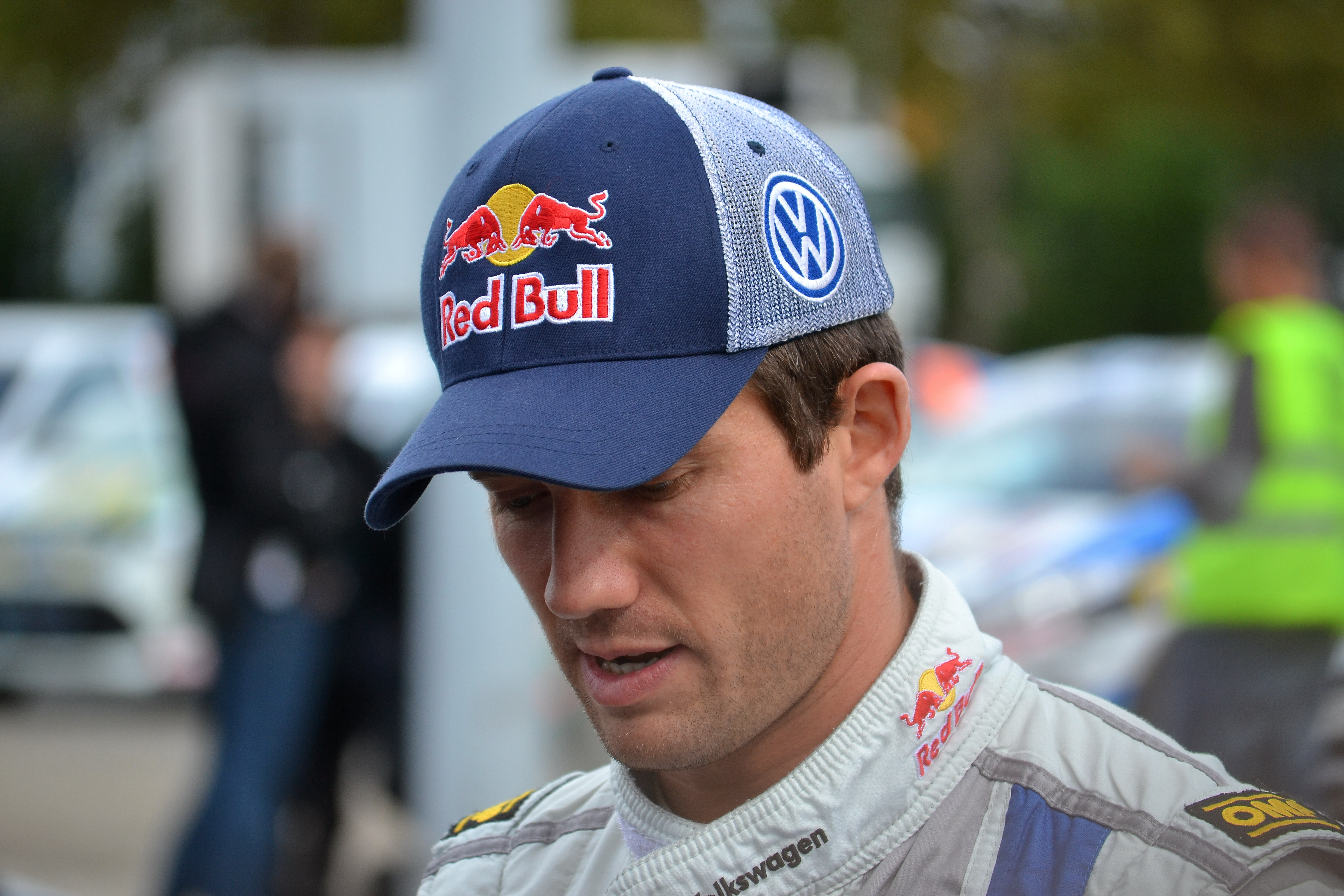
Ожье в 2013 году

В сезоне 2013 года на Ралли Монте-Карло Ожье выиграл на Polo R WRC на первом же спецучастке и завоевал второе место по итогам гонки.
Успех Себастьена в Швеции принёс первую победу для команды Volkswagen, что позволило ему захватить лидерство в личном зачёте сезона 2013. Он стал вторым нескандинавским пилотом, который выиграл Ралли Швеции, после победы Лёба в 2004 году.
Далее Ожье показал удачный результат на следующих этапах в Мексике и Португалии.
На Ралли Аргентины француз уступил девятикратному чемпиону мира Себастьену Лёбу, а в Греции пилот Фольксвагена встал на первом же спецучастке из-за проблем с питанием бензонасоса Polo R WRC.
Возвращение на высшую ступень подиума произошло в Италии, где Себастьян Ожье в борьбе за первое место опередил Тьерри Невилля и Яри-Матти Латвалу. В первый раз в своей карьере он выиграл гонку, лидировав от старта да финиша ралли, попутно выиграв и Power Stage.
Его победная серия продолжилась в Финляндии, несмотря на перелом ключицы своего штурмана Жюльена Инграссия. Себастьен одержал здесь первую победу в своей карьере, выиграв более половины спецучастков, и, в частности, легендарный СУ Ouninpohja, на котором он побил рекорд, преодолев этот СУ за 15:08.9. Средняя скорость составила 130,75 км/ч.
В Австралии он имел реальные шансы досрочно стать чемпионом. Однако, несмотря на безупречное ралли, 19 побед на СУ из 22 и преимущество в 1 минуту 32 секунды над своим ближайшим соперником, последний СУ преподнёс сюрприз: Микко Хирвонен, шедший на подиуме, проколол шину, вследствие чего Тьерри Невилль занял второе место и заработал 20 очков. В итоге отставание бельгийца (129 очков) от лидирующего Ожье (212 очков) составило 83 очка, при том, что в трёх оставшихся гонках можно было набрать максимум 84 очка — то есть Ожье не хватило 1 очка для досрочной победы в чемпионате.
Ралли Франции принесло Себастьену Ожье двойную победу. Для начала он досрочно завоевал свой первый титул чемпиона мира на первом же спецучастке (которым оказался СУ Power Stage), а потом выиграл и саму гонку.
Француз завершил выступления в сезоне-2013, одержав победы в Испании (Себастьен Ожье посвятил эту победу памяти британского пилота Шона Эдвардса, звезды Porsche Supercup, который трагически погиб 15 октября во время частных тестов в Австралии. Ожье выступал с Эдвардсом в составе Team Allyouneed by Project 1 на этапе Porsche Supercup в Монако — Шон эту гонку выиграл, а Себастьен финишировал 13-м.) и, в первый раз в своей карьере, Великобритании.
Чемпион 2013 года закончил сезон с 9 победами (из 13 возможных, на 7 ралли завоёвано максимальное количество очков — 28), 11 подиумами, 111 выигранными спецучастками (46,83 % в сезоне), набрав в общей сложности 290 очков, тем самым установив рекорд в WRC (до этого лучший результат был у Себастьена Лёба в 2010—276 очков).

### Сезон 2014
Начал сезон Ожье, отпраздновав свою вторую победу в Ралли Монте-Карло (первый успех был в 2009 году, когда гонка входила в календарь IRC), первые два дня которого прошли в окрестностях городка под названием Гап, где и родился француз.
Ралли Швеции прервало череду побед Себастьена. У француза была отличная возможность сравниться с Себастьеном Лёбом, выигравшим шесть этапов подряд, однако ошибка во второй день ралли оставила его без шансов на победу. На первом же спецучастке пятницы Ожье допустил ошибку, угодив в сугроб и потеряв массу времени на то, чтобы выбраться обратно на трассу. В итоге последовало лишь шестое место в Швеции и потеря лидерства в зачёте Чемпионата мира. Главным событием же этого ралли для Ожье стал новый рекорд СУ Sisteron — Thoard, — француз пролетел 36,85 км за 22.03,3 и более чем на минуту превзошёл рекорд Карлоса Сайнса, установленный ещё в 1993 году. Тогда «Матадор» на Lancia Delta HF Integrale Evoluzione показал время 23.22 — в то время доп был чуть длиннее и насчитывал 36,87 км. Если же сравнивать среднюю скорость, то Ожье проехал спецучасток с показателем 100,25 км/ч (впервые в истории преодолев отметку 100 км/ч), а Сайнс 21 год назад — 94,67 км/ч.
Далее последовали победы в Мексике и Португалии, а также второе место в Аргентине.
Ожье вернулся на верхнюю ступеньку подиума в Италии, несмотря на то, что сомневался в возможности выиграть ралли после неудачного первого дня гонки. Дело в том, что в пятницу ему пришлось проходить первым все восемь спецучастков, расчищая трассу для соперников. Победа Ожье на этот раз носила особый характер, так как стала юбилейной, двадцатой в карьере француза.
На ралли Польши Себастьен Ожье одержал свою первую победу на данном этапе и двадцать первую в Чемпионате мира по ралли. Далее Ожье занял второе место на Ралли Финляндии, с отставанием в 3,6 секунды от Яри-Матти Латвалы. После последовал сход на ралли Германии, что не отразилось на положении Ожье в общем зачёте чемпионата мира, так как его главный конкурент за чемпионский титул Яри-Матти Латвала также сошёл в последний день гонки.
На ралли Австралии Volkswagen сумел полностью занять весь подиум — на финише гонки Себастьен Ожье, Яри-Матти Латвала и Андреас Миккельсен заняли первые три места. На домашнем ралли Ожье для завоевания второго чемпионского титула требовалось набрать на 6 очков больше, чем его ближайший преследователь в личном зачете WRC Яри-Матти Латвала, однако его надежды не сбылись. Уже на 2 СУ на машине Себастьена возникла техническая неисправность, лишившая его 4 минут, а допом позже он получил ещё 4 минуты штрафа к итоговому времени, из-за того, что слишком рано отметился на пункте контроля времени.
В Испании Ожье одержал победу, опередил своего партнера по команде и ближайшего преследователя в личном зачете Яри-Матти Латвалу. Этот успех позволил французу обеспечить досрочно второй чемпионский титул. При этом Себастьен Ожье стал четвёртым пилотом с 1977 года, который сумел защитить своё чемпионство. Ожье сравнялся по количеству титулов с Маркусом Гронхольмом, Карлосом Сайнсом, Массимо Биазьоном и Вальтером Рёрлем. Больше побед в чемпионате мира на счету только троих пилотов: Томми Мякинена, Юхи Канккунена, (у обоих по четыре титула) и Себастьена Лёба, который выигрывал первенство планеты девять раз. Себастьен завершил сезон на высокой ноте и выиграл ралли Великобритании. Тем самым француз одержал 8 побед, 10 раз поднимался на подиум и выиграл 94 спец.участка.

### Сезон 2015
В ходе сезона 2015 года Себастьен одержал 7 побед в ходе 10 этапов: в Монте-Карло, Швеции, Мексике, Италии, Польше, Германии и Австралии. Набранные очки позволили ему досрочно завоевать третий титул чемпиона мира по ралли. Благодаря успеху на немецком и австралийском этапах француз по количеству побед (31) опередил двукратного чемпиона WRC 2000 и 2002 годов Маркуса Гронхольма и Карлоса Сайнса и теперь занимает второе место в перечне самых успешных пилотов в истории WRC. Больше побед на счету только Себастьяна Лёба (78 побед). Первую неудачу в сезоне Ожье потерпел на ралли Аргентины — он сошёл из-за неисправности системы подачи топлива на втором допе, но на следующий день стартовал по системе Ралли-2 и заработал 3 бонусных очка, выиграв зрительский спецучасток. Далее на ралли Португалии француз финишировал на втором месте, уступив партнеру по команде Яри-Матти Латвале, после чего выразил своё недовольство новыми правилами, по которым в первые два дня лидер чемпионата находится в невыгодном положении, большую часть гонки расчищая трассу для пелотона.

## Личная жизнь
Себастьен родился в местечке Гап на юго-востоке Франции. У Ожье нет картингового опыта. В детстве он вообще не думал о том, чтобы стать гонщиком. Себастьен серьёзно увлекается горными лыжами, будучи подростком он принимал участие в соревнованиях и даже имеет разряд по горным лыжам.
Карьера Ожье в автоспорте началась с должности механика Peugeot Sport.
Себастьен проживает в Форе-Сен-Жюльен, Франция.
Себастьен Ожье женат на немецкой спортивной телеведущей Андреа Кайзер. Пара познакомилась в конце 2012 года в Бангкоке, который Себастьян Ожье посетил в качестве участника ежегодной Гонки Чемпионов. Гонку француз проиграл, уступив в четвертьфинальной стадии Тому Кристенсену. В августе 2013 года, после Ралли Германии, пара начала встречаться. Себастьен и Андреа поженились в августе 2014 года, церемония бракосочетания не афишировалась и прошла в присутствии небольшого числа близких друзей и родственников.

## Рекорды и достижения чемпионата мира
Большую часть рекордов установил во время сезона 2013 года. Среди них:
- Победа в чемпионате мира с самым большим отрывом от преследователя: 114 очков (290 очков против 176 очков Тьерри Невилля).
- Победа в чемпионате мира с самым большим преимуществом над напарником по команде: 128 очков.
- Выигранные СУ за один сезон: 46,25 % (111 выигранных СУ из 240).
- СУ в качестве лидера ралли за один сезон: 62,92 % (151 СУ из 240).
- Очки, набранные за один сезон: 290 очков.

Среди других достижений:
- Второй пилот после Юхи Канккунена, которому удалось стать чемпионом мира на автомобилях трёх производителей (Volkswagen, Ford и Toyota).
- Второй пилот после Вальтера Рёрля, который побеждал на Ралли Монте-Карло на автомобилях четырёх марок (Volkswagen, Ford, Citroën и Toyota).
- Победа на ралли с наименьшим преимуществом: 0,2 секунды преимущества над Яри-Матти Латвалой на ралли Иордании в 2011 году.

## Победы

### Чемпионат мира
Штурманом на всех гонках до 2022 года неизменно был Жюльен Инграссия, с Ралли Монте-Карло 2022 его заменил Бенжамен Вейллас, с Ралли Японии 2022 - Венсан Ландэ.
Ожье побеждал на 20 разных ралли.
| #  | Ралли                    | Сезон | Автомобиль            |
| -- | ------------------------ | ----- | --------------------- |
| 1  | Ралли Португалии         | 2010  | Citroën C4 WRC        |
| 2  | Ралли Японии             | 2010  | Citroën C4 WRC        |
| 3  | Ралли Португалии (2)     | 2011  | Citroën DS3 WRC       |
| 4  | Ралли Иордании           | 2011  | Citroën DS3 WRC       |
| 5  | Ралли Греции             | 2011  | Citroën DS3 WRC       |
| 6  | Ралли Германии           | 2011  | Citroën DS3 WRC       |
| 7  | Ралли Франции            | 2011  | Citroën DS3 WRC       |
| 8  | Ралли Швеции             | 2013  | Volkswagen Polo R WRC |
| 9  | Ралли Мексики            | 2013  | Volkswagen Polo R WRC |
| 10 | Ралли Португалии (3)     | 2013  | Volkswagen Polo R WRC |
| 11 | Ралли Сардинии           | 2013  | Volkswagen Polo R WRC |
| 12 | Ралли Финляндии          | 2013  | Volkswagen Polo R WRC |
| 13 | Ралли Австралии          | 2013  | Volkswagen Polo R WRC |
| 14 | Ралли Франции (2)        | 2013  | Volkswagen Polo R WRC |
| 15 | Ралли Испании            | 2013  | Volkswagen Polo R WRC |
| 16 | Ралли Великобритании     | 2013  | Volkswagen Polo R WRC |
| 17 | Ралли Монте-Карло        | 2014  | Volkswagen Polo R WRC |
| 18 | Ралли Мексики (2)        | 2014  | Volkswagen Polo R WRC |
| 19 | Ралли Португалии (4)     | 2014  | Volkswagen Polo R WRC |
| 20 | Ралли Сардинии (2)       | 2014  | Volkswagen Polo R WRC |
| 21 | Ралли Польши             | 2014  | Volkswagen Polo R WRC |
| 22 | Ралли Австралии (2)      | 2014  | Volkswagen Polo R WRC |
| 23 | Ралли Испании (2)        | 2014  | Volkswagen Polo R WRC |
| 24 | Ралли Великобритании (2) | 2014  | Volkswagen Polo R WRC |
| 25 | Ралли Монте-Карло (2)    | 2015  | Volkswagen Polo R WRC |
| 26 | Ралли Швеции (2)         | 2015  | Volkswagen Polo R WRC |
| 27 | Ралли Мексики (3)        | 2015  | Volkswagen Polo R WRC |
| 28 | Ралли Сардинии (3)       | 2015  | Volkswagen Polo R WRC |
| 29 | Ралли Польши (2)         | 2015  | Volkswagen Polo R WRC |
| 30 | Ралли Германии (2)       | 2015  | Volkswagen Polo R WRC |
| 31 | Ралли Австралии (3)      | 2015  | Volkswagen Polo R WRC |
| 32 | Ралли Великобритании (3) | 2015  | Volkswagen Polo R WRC |
| 33 | Ралли Монте-Карло (3)    | 2016  | Volkswagen Polo R WRC |
| 34 | Ралли Швеции (3)         | 2016  | Volkswagen Polo R WRC |
| 35 | Ралли Германии (3)       | 2016  | Volkswagen Polo R WRC |
| 36 | Ралли Корсики            | 2016  | Volkswagen Polo R WRC |
| 37 | Ралли Испании (3)        | 2016  | Volkswagen Polo R WRC |
| 38 | Ралли Великобритании (4) | 2016  | Volkswagen Polo R WRC |
| 39 | Ралли Монте-Карло (4)    | 2017  | Ford Fiesta WRC       |
| 40 | Ралли Португалии (5)     | 2017  | Ford Fiesta WRC       |
| 41 | Ралли Монте-Карло (5)    | 2018  | Ford Fiesta WRC       |
| 42 | Ралли Мексики (4)        | 2018  | Ford Fiesta WRC       |
| 43 | Ралли Корсики (2)        | 2018  | Ford Fiesta WRC       |
| 44 | Ралли Великобритании (5) | 2018  | Ford Fiesta WRC       |
| 45 | Ралли Монте-Карло (6)    | 2019  | Citroën C3 WRC        |
| 46 | Ралли Мексики (5)        | 2019  | Citroën C3 WRC        |
| 47 | Ралли Турции             | 2019  | Citroën C3 WRC        |
| 48 | Ралли Мексики (6)        | 2020  | Toyota Yaris WRC      |
| 49 | Ралли Монца              | 2020  | Toyota Yaris WRC      |
| 50 | Ралли Монте-Карло (7)    | 2021  | Toyota Yaris WRC      |
| 51 | Ралли Хорватии           | 2021  | Toyota Yaris WRC      |
| 52 | Ралли Сардинии (4)       | 2021  | Toyota Yaris WRC      |
| 53 | Ралли Сафари             | 2021  | Toyota Yaris WRC      |
| 54 | Ралли Монца (2)          | 2021  | Toyota Yaris WRC      |
| 55 | Ралли Испании (4)        | 2022  | Toyota Yaris WRC      |
| 56 | Ралли Монте-Карло (8)    | 2023  | Toyota Yaris WRC      |
| 57 | Ралли Мексики (7)        | 2023  | Toyota Yaris WRC      |
| 58 | Ралли Сафари (2)         | 2023  | Toyota Yaris WRC      |
| 59 | Ралли Хорватии (2)       | 2024  | Toyota Yaris WRC      |
| 60 | Ралли Португалии (6)     | 2024  | Toyota Yaris WRC      |
| 61 | Ралли Финляндии (2)      | 2024  | Toyota Yaris WRC      |

### Остальные победы
| JWRC, IRC и другие | JWRC, IRC и другие | JWRC, IRC и другие          | JWRC, IRC и другие | JWRC, IRC и другие | JWRC, IRC и другие | JWRC, IRC и другие | JWRC, IRC и другие |
| №                  | Ралли              | Сезон                       | Штурман            | Автомобиль         |                    |                    |                    |
| JWRC               | JWRC               | JWRC                        | JWRC               | JWRC               | JWRC               | JWRC               | JWRC               |
| ------------------ | ------------------ | --------------------------- | ------------------ | ------------------ | ------------------ | ------------------ | ------------------ |
| 1                  | 2008               | Ралли Мексики               | Жюльен Инграссия   | Citroën C2 S1600   |                    |                    |                    |
| 2                  | 2008               | Ралли Иордании              | Жюльен Инграссия   | Citroën C2 S1600   |                    |                    |                    |
| 3                  | 2008               | Ралли Германии              | Жюльен Инграссия   | Citroën C2 S1600   |                    |                    |                    |
| IRC                |                    |                             |                    |                    |                    |                    |                    |
| 1                  | 2009               | Ралли Монте-Карло           | Жюльен Инграссия   | Peugeot 207 S2000  |                    |                    |                    |
| Остальные ралли    |                    |                             |                    |                    |                    |                    |                    |
| 1                  | 2010               | 26° Rally della Lanterna    | Жюльен Инграссия   | Citroën C4 WRC     |                    |                    |                    |
| 2                  | 2011               | 26° Rallye National Vosgien | Жюльен Инграссия   | Citroën DS3 WRC    |                    |                    |                    |

## Результаты выступлений

### Статистика
Показатели, по которым Ожье был лучшим в сезоне (за исключением стартов и сходов), выделены зелёным цветом. Полужирным - лучшие лично для него.
| Сезон | Команда                 | Старты | Победы | Подиумы | СУ  | Лид. | PS | Сходы | Очки | Место |
| ----- | ----------------------- | ------ | ------ | ------- | --- | ---- | -- | ----- | ---- | ----- |
| 2008  | ЛЗ                      | 8      | 0      | 0       | 1   | 3    | -  | 1     | 1    | 21    |
| 2009  | Citroën Junior Team     | 12     | 0      | 1       | 13  | 3    | -  | 4     | 24   | 8     |
| 2010  | Citroën Junior Team     | 10     | 1      | 4       | 27  | 39   | -  | 0     | 124  | 4     |
| 2010  | Citroën Total WRT       | 3      | 1      | 2       | 10  | 10   | -  | 1     | 43   | 4     |
| 2011  | Citroën Total WRT       | 13     | 5      | 7       | 56  | 78   | 4  | 2     | 196  | 3     |
| 2012  | Volkswagen Motorsport   | 12     | 0      | 0       | 1   | 0    | 0  | 2     | 41   | 10    |
| 2013  | Volkswagen Motorsport   | 13     | 9      | 11      | 110 | 151  | 7  | 0     | 290  | 1     |
| 2014  | Volkswagen Motorsport   | 13     | 8      | 10      | 94  | 123  | 6  | 1     | 267  | 1     |
| 2015  | Volkswagen Motorsport   | 13     | 8      | 10      | 95  | 125  | 9  | 1     | 263  | 1     |
| 2016  | Volkswagen Motorsport   | 13     | 6      | 11      | 72  | 83   | 7  | 0     | 268  | 1     |
| 2017  | M-Sport                 | 13     | 2      | 9       | 22  | 14   | 1  | 1     | 232  | 1     |
| 2018  | M-Sport Ford            | 13     | 4      | 6       | 38  | 65   | 2  | 1     | 219  | 1     |
| 2019  | Citroën Total WRT       | 13     | 3      | 8       | 24  | 34   | 3  | 0     | 217  | 3     |
| 2020  | Toyota Gazoo Racing WRT | 7      | 2      | 5       | 26  | 33   | 0  | 1     | 122  | 1     |
| 2021  | Toyota Gazoo Racing WRT | 12     | 5      | 7       | 43  | 46   | 2  | 0     | 230  | 1     |
| 2022  | Toyota Gazoo Racing WRT | 6      | 1      | 3       | 25  | 33   | 1  | 0     | 97   | 6     |
| 2023  | Toyota Gazoo Racing WRT | 8      | 3      | 4       | 37  | 61   | 1  | 0     | 133  | 5     |
| 2024  | Toyota Gazoo Racing WRT | 10     | 3      | 7       | 52  | 43   | 2  | 1     | 191  | 4     |
| Всего | Всего                   | 192    | 61     | 105     | 747 | 944  | 45 | 16    | 2958 |       |

###### Статистика по производителям
| Производитель | Чемпион | Победы | Подиумы | СУ  | PS |
| ------------- | ------- | ------ | ------- | --- | -- |
| Citroën       | 0       | 10     | 22      | 130 | 7  |
| Volkswagen    | 4       | 31     | 42      | 372 | 29 |
| Ford          | 2       | 6      | 15      | 60  | 3  |
| Toyota        | 2       | 14     | 26      | 183 | 6  |

### Чемпионат мира
В 2008 участвовал на отдельных этапах на Citroën C2/C4 за разные команды, набрал лишь одно очко на Ралли Мексики.
| Год  | Команда                 | Автомобиль             | 1        | 2        | 3        | 4      | 5        | 6        | 7     | 8        | 9        | 10     | 11     | 12       | 13       | 14    | Место | Очки |
| ---- | ----------------------- | ---------------------- | -------- | -------- | -------- | ------ | -------- | -------- | ----- | -------- | -------- | ------ | ------ | -------- | -------- | ----- | ----- | ---- |
| 2009 | Citroën Junior Team     | Citroën C4 WRC         | ИРЯ 6    | НОР 10   | КИП Сход | ПОР 17 | АРГ 7    | ИТА Сход | ГРЕ 2 | ПОЛ Сход | ФИН 6    | АВС 5  | ИСП 5  | ВЕЛ Сход |          |       | 8     | 24   |
| 2010 | Citroën Junior Team     | Citroën C4 WRC         | ШВЕ 5    | МЕК 3    | ИОР 6    | ТУР 4  | НЗЛ 2    | ПОР 1    | БОЛ 4 |          | ГЕР 3    |        | ФРА 6  | ИСП 10   |          |       | 4     | 167  |
| 2010 | Citroën Total WRT       | Citroën C4 WRC         |          |          |          |        |          |          |       | ФИН 2    |          | ЯПО 1  |        |          | ВЕЛ Сход |       | 4     | 167  |
| 2011 | Citroën Total WRT       | Citroën DS3 WRC        | ШВЕ 4    | МЕК Сход | ПОР 1    | ИОР 1  | ИТА 4    | АРГ 3    | ГРЕ 1 | ФИН 3    | ГЕР 1    | АВС 11 | ФРА 1  | ИСП Сход | ВЕЛ 11   |       | 3     | 196  |
| 2012 | Volkswagen Motorsport   | Škoda Fabia S2000      | МОН Сход | ШВЕ 11   | МЕК 8    | ПОР 7  | АРГ 7    | ГРЕ 7    | НЗЛ   | ФИН 10   | ГЕР 6    | ВЕЛ 12 | ФРА 11 | ИТА 5    | ИСП Сход |       | 10    | 41   |
| 2013 | Volkswagen Motorsport   | Volkswagen Polo R WRC  | МОН 2    | ШВЕ 1    | МЕК 1    | ПОР 1  | АРГ 2    | ГРЕ 10   | ИТА 1 | ФИН 1    | ГЕР 17   | АВС 1  | ФРА 1  | ИСП 1    | ВЕЛ 1    |       | 1     | 290  |
| 2014 | Volkswagen Motorsport   | Volkswagen Polo R WRC  | МОН 1    | ШВЕ 6    | МЕК 1    | ПОР 1  | АРГ 2    | ИТА 1    | ПОЛ 1 | ФИН 2    | ГЕР Сход | АВС 1  | ФРА 13 | ИСП 1    | ВЕЛ 1    |       | 1     | 267  |
| 2015 | Volkswagen Motorsport   | Volkswagen Polo R WRC  | МОН 1    | ШВЕ 1    | МЕК 1    | АРГ 17 | ПОР 2    | ИТА 1    | ПОЛ 1 | ФИН 2    | ГЕР 1    | АВС 1  | ФРА 15 | ИСП Сход | ВЕЛ 1    |       | 1     | 263  |
| 2016 | Volkswagen Motorsport   | Volkswagen Polo R WRC  | МОН 1    | ШВЕ 1    | МЕК 2    | АРГ 2  | ПОР 3    | ИТА 3    | ПОЛ 6 | ФИН 24   | ГЕР 1    | КИТ О  | ФРА 1  | ИСП 1    | ВЕЛ 1    | АВС 2 | 1     | 268  |
| 2017 | M-Sport Ford WRC        | Ford Fiesta WRC        | МОН 1    | ШВЕ 3    | МЕК 2    | ФРА 2  | АРГ 4    | ПОР 1    | ИТА 5 | ПОЛ 3    | ФИН Сход | ГЕР 3  | ИСП 2  | ВЕЛ 3    | АВС 4    |       | 1     | 232  |
| 2018 | M-Sport Ford WRC        | Ford Fiesta WRC        | МОН 1    | ШВЕ 10   | МЕК 1    | ФРА 1  | АРГ 4    | ПОР Сход | ИТА 2 | ФИН 5    | ГЕР 4    | ТУР 10 | ВЕЛ 1  | ИСП 2    | АВС 5    |       | 1     | 219  |
| 2019 | Citroën Total WRT       | Citroën C3 WRC         | МОН 1    | ШВЕ 29   | МЕК 1    | ФРА 2  | АРГ 3    | ЧИЛ 2    | ПОР 3 | ИТА 41   | ФИН 5    | ГЕР 7  | ТУР 1  | ВЕЛ 3    | ИСП 8    | АВС О | 3     | 217  |
| 2020 | Toyota Gazoo Racing WRT | Toyota Yaris WRC       | МОН 2    | ШВЕ 4    | МЕК 1    | ЭСТ 3  | ТУР Сход | ИТА 3    | МНЦ 1 |          |          |        |        |          |          |       | 1     | 122  |
| 2021 | Toyota Gazoo Racing WRT | Toyota Yaris WRC       | МОН 1    | АРК 20   | ХОР 1    | ПОР 3  | ИТА 1    | КЕН 1    | ЭСТ 4 | БЕЛ 5    | ГРЕ 3    | ФИН 5  | ИСП 4  | МНЦ 1    |          |       | 1     | 230  |
| 2022 | Toyota Gazoo Racing WRT | Toyota Yaris WRC       | МОН 2    |          |          | ПОР 51 |          | КЕН 4    |       |          |          |        | НЗЛ 2  | ИСП 1    | ЯПО 4    |       | 6     | 97   |
| 2023 | Toyota Gazoo Racing WRT | Toyota GR Yaris Rally1 | МОН 1    |          | МЕК 1    | ХОР 5  |          | ИТА 14   | КЕН 1 |          |          | ГРЕ 10 |        | ЕВР 4    | ЯПО 2    |       | 5     | 133  |
| 2024 | Toyota Gazoo Racing WRT | Toyota GR Yaris Rally1 | МОН 2    |          |          | ХОР 1  | ПОР 1    | ИТА 2    |       | ЛАТ 2    | ФИН 1    | ГРЕ 16 | ЧИЛ 36 | ЕВР Сход | ЯПО 2    |       | 4     | 191  |

* Сезон продолжается.

### JWRC
| Год  | Команда               | Автомобиль       | 1     | 2     | 3     | 4   | 5     | 6        | 7     | Место | Очки |
| ---- | --------------------- | ---------------- | ----- | ----- | ----- | --- | ----- | -------- | ----- | ----- | ---- |
| 2008 | Equipe de France FFSA | Citroën C2 S1600 | МЕК 1 | ИОР 1 | ИТА 5 | ФИН | ГЕР 1 | ИСП Сход | ФРА 2 | 1     | 42   |

### 24 часа Ле-Мана
| Год  | Команда                   | Напарники              | Автомобиль      | Класс | Круги | Место | Класс поз. |
| ---- | ------------------------- | ---------------------- | --------------- | ----- | ----- | ----- | ---------- |
| 2022 | Richard Mille Racing Team | Шарль Милеси Лилу Ваду | Oreca 07-Gibson | LMP2  | 366   | 13    | 9          |